# Genii cucullati

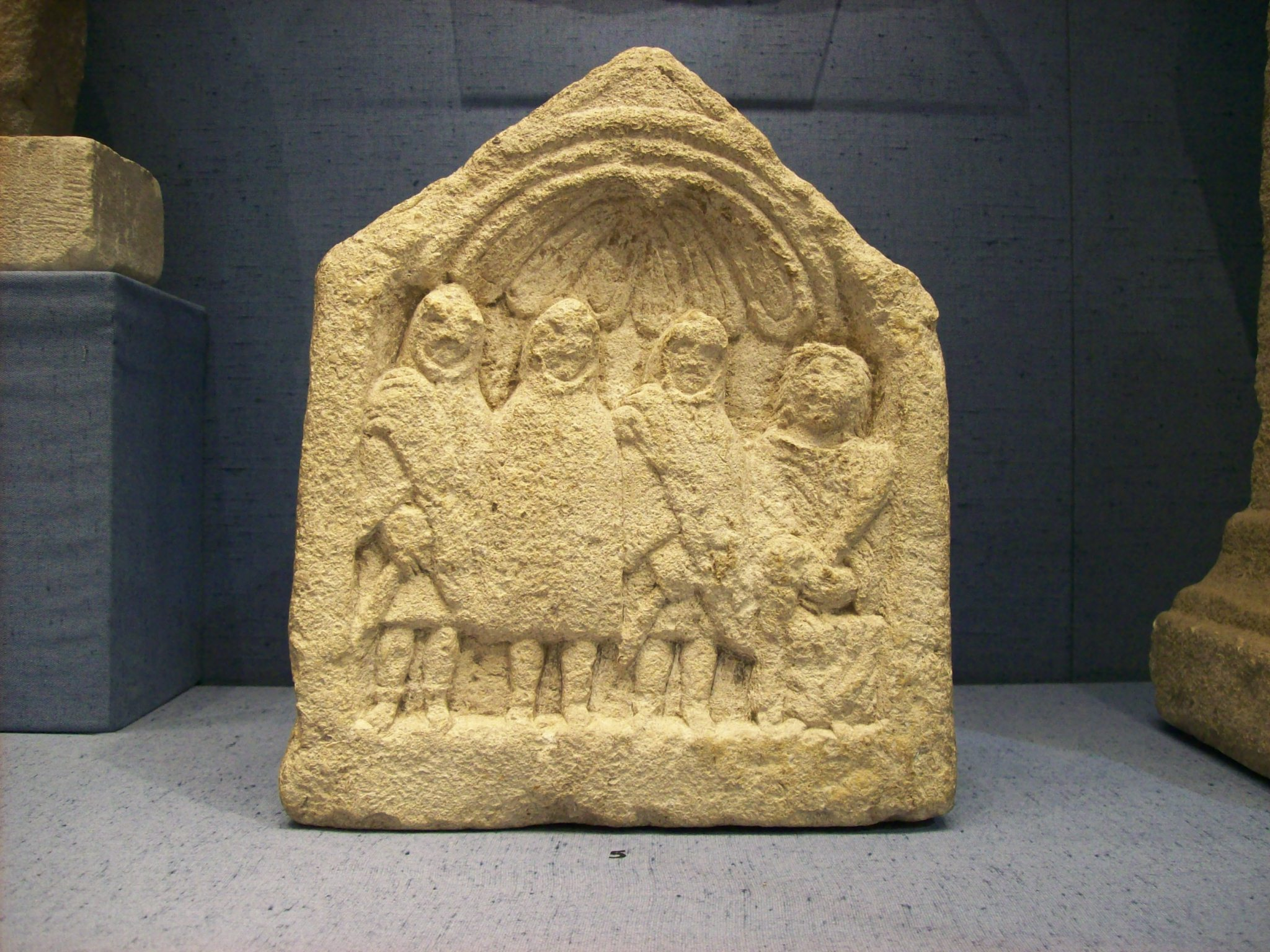
Tres genii cucullati y una diosa en un relieve procedente de la Britania romana.

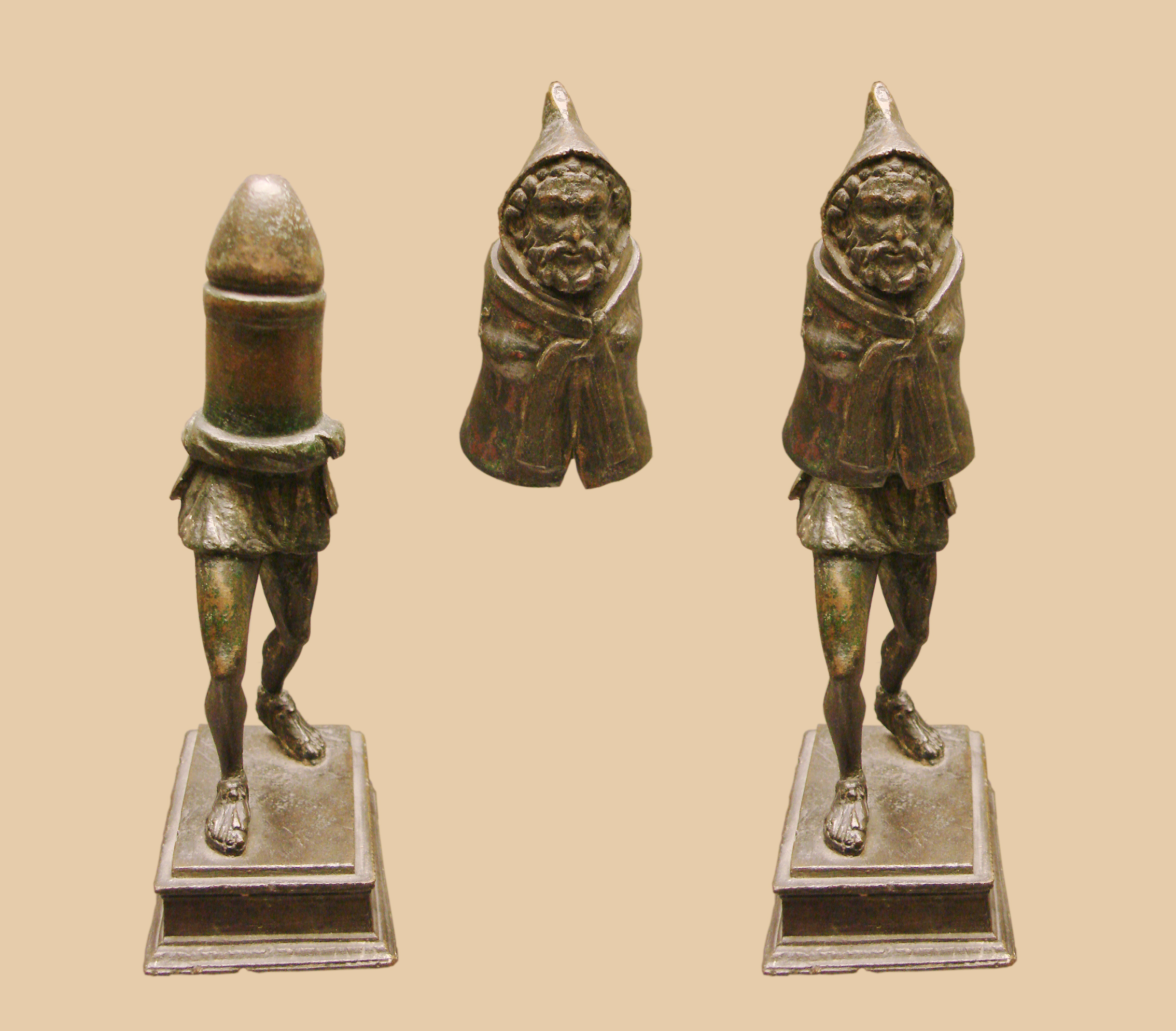
Estatuilla galo romana de bronce de un genius cucullatus (o un Príapo?) descubierto en Picardía, norte de Francia, realizada en dos partes, donde su sección superior oculta un falo gigante.

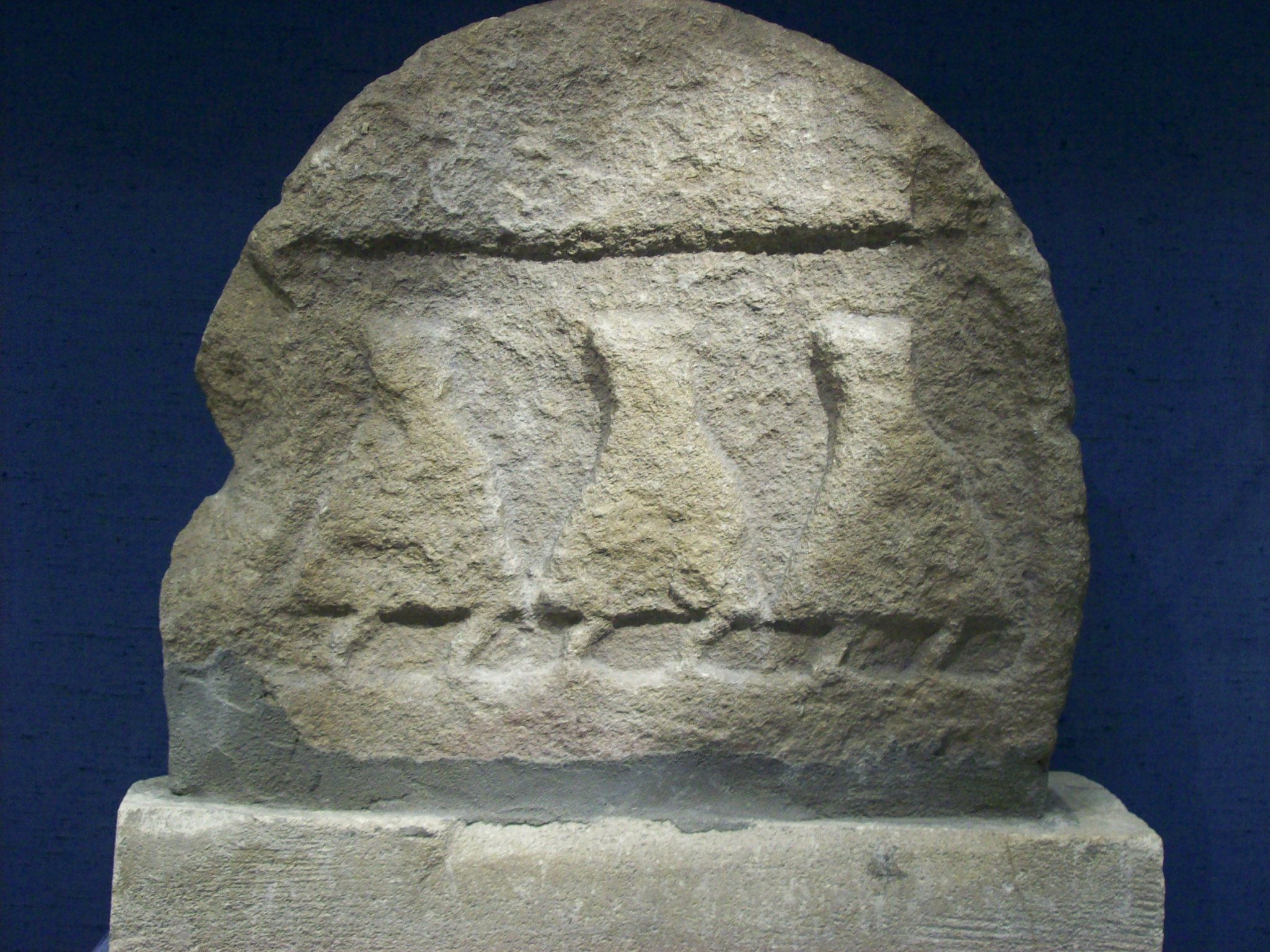
Relieve romano de genii cucullati, Corinium Museum, Cirencester.

Los Genii cucullati (en singular, Genius cucullatus), también llamados espíritus encapuchados son representaciones de figuras cubiertas con un manto y una capucha (o cucullus) encontrados fundamentalmente en tallas, muchas veces casi abstractas, de contenido religioso en toda la región celta romana, desde la Britania romana hasta Panonia. En dos altares del templo de Wabelsdorf, en Carintia han sido encontrados con la inscripción Genius Cucullatus (genio encapuchado), por lo que ejemplares hallados con características similares se han denominado siguiendo este hallazgo.
En el continente europeo han aparecido principalmente en Francia, Suiza y Alemania y se ha hallado una concentración especialmente importante en Renania. En Britania, tienden a encontrarse en forma de triple deidad, lo que parece específico de las representaciones británicas.
Durante la época romana, la capa con capucha se asociaba especialmente a galos o celtas. El encapuchado dios de la salud era conocido específicamente como Telesforo y pudo tener su origen como un sincretismo greco galo con los gálatas en Anatolia en el siglo III a. C.
Su significado religioso es todavía poco claro pues no se han encontrado inscripciones de este tipo. Hay, sin embargo, indicios de que pueden ser alguna clase de espíritus de la fertilidad. En algunos casos llevan a formas como el falo o llevan un huevo, que simbolizan la vida y el renacimiento o reencarnación, por lo que podrían estar relacionados con la salud, además de que muchos de los relieves encontrados se encontraban cerca de pozos, proporcionando una teoría de conexión con propiedades curativas. Otras, se les muestra con diosas que presiden en contextos curativos o regenerativos, llamadas a veces Matres o Matronae. También pueden llevar rollos de pergaminos lo que podría representar la duración de la vida, por lo que serían también divinidades ligadas al mundo de la muerte. Estos genios han pasado posteriormente a la tradición popular en forma de duendes y enanos.
Para Graham Webster, las capuchas curvas son similares en muchos aspectos a las piedras de falo curvadas de los romanos de la época. Otras veces, estas figuras parecen portar espadas o dagas, por lo que podrían estar presentes en un contexto de culto a guerreros.
Guy de la Bédoyère también advierte en contra de hacer interpretaciones sobre las diferencias de tamaño y naturaleza de las figuras, que han podido ser utilizadas para promover teorías de diferentes papeles para las tres figuras, argumentando que el nivel de habilidad de la mayoría de las tallas y las ligeras diferencias de tamaño, son más probables que sean consecuencias del entorno y la habilidad del escultor y señala que la arqueología experimental ha demostrado que las figuras encapuchadas son de los conjuntos más fáciles de tallar.  